# Daniel J. White
Daniel Jerome Auguste White (* 22. Mai 1912 in Malakoff; † 24. Mai 1997) war ein französischer Filmkomponist schottischer Abstammung.

## Leben
Daniel White wuchs in West Yorkshire auf; seine Familie zog in seinen Jugendjahren nach Paris und hoffte auf die Fortführung des Textilgeschäftes. Während des Zweiten Weltkrieges arbeitete White als Übersetzer und erlitt bei der Evakuation von Dünkirchen ernsthafte Verletzungen. Zurück im Zivilleben – das Textilgeschäft war bankrottgegangen – verdiente sich White seinen Lebensunterhalt mit Klavierspiel in Nachtclubs und Cabarets.
Im Jahr 1950 konnte er den ersten Auftrag für eine Filmmusik erlangen. Adémaï au poteau-frontière sollten Musiken für über 130 Filme folgen; daneben war er u. a. für die Fernsehwerbung tätig. Unter seinen Kollaborationen ragen zumindest quantitativ zahlreiche mit Regisseur Jess Franco heraus, eine Zusammenarbeit, die 1962 für La mano de un hobre muerto begann. White wird nachgesagt, bis zu zwölf Stücke am Tag aufgenommen zu haben; er war ein sehr produktiver Komponist, der unter zahlreichen Namen Platten diverser Stilrichtungen aufnahm; besonders gerne schrieb er für die menschliche Stimme. Als Emile Doryphore et sa Coopérartive Agricole nahm er für „Comedy Records“ auf, als Guy Forlane Rockmusik, unter dem Namen Virginia Morgan Orgelkompositionen.
Gelegentlich übernahm White kleine Schauspielparts in Filmen Francos; bei einigen war er auch als Produktionsassistent aufgeführt.

## Filmografie (Auswahl)
- 1957: Patrouille de choc
- 1963: Fuera de la ley
- 1964: La carga de la policía montada
- 1964: La tumba del pistolero
- 1965: Das Geheimnis des Doktor Z (Miss Muerte)
- 1968: Der Todeskuss des Dr. Fu Man Chu
- 1969: Die sieben Männer der Sumuru
- 1973: Les filles du Golden Saloon
- 1975: Frauengefängnis 3 (Des diamants pour l'enfer)
- 1980: Jungfrau unter Kannibalen (El caníbal)
- 1981: Sadomania – Hölle der Lust
- 1981: Alice – Wild und unersättlich (L'amour aux sports d'hiver)
- 1981: Sumpf der lebenden Toten (Le lac des morts-vivants)
- 1983: Diamonds of Kilimandjaro (El tesoro de la diosa blanca)
- 1983: Oase der Zombies (La tumba de los muertos vivientes)
- 1999: Vampire Sex – Lady Dracula 3 (Vampire Blues)